# Diogenes pallescens
Diogenes pallescens is een tienpotigensoort uit de familie van de Diogenidae. De wetenschappelijke naam van de soort is voor het eerst geldig gepubliceerd in 1897 door Whitelegge.